# Saihaku-gun
Saihaku (japanisch 西伯郡 ‚West-Hōki‘, -gun) ist ein Landkreis der Präfektur Tottori in Japan. Zum 1. März 2021 hatte der Landkreis eine geschätzte Bevölkerung von 39.622 und eine Bevölkerungsdichte von 88,5 Personen pro km². Seine Gesamtfläche liegt bei 447,5 km².
Der Landkreis entstand am 1. April 1896 aus der Zusammenlegung der Landkreise Aseri und Aimi.

## Städte und Dörfer
- Daisen
- Hiezu
- Hōki
- Nambu